# Institut d'Obninsk pour le génie nucléaire
 (janvier 2023).
La mise en forme du texte ne suit pas les recommandations de Wikipédia : il faut le « wikifier ».
Les points d'amélioration suivants sont les cas les plus fréquents. Le détail des points à revoir est peut-être précisé sur la page de discussion.
- Les titres sont pré-formatés par le logiciel. Ils ne sont ni en capitales, ni en gras.
- Le texte ne doit pas être écrit en capitales (les noms de famille non plus), ni en gras, ni en italique, ni en « petit »…
- Le gras n'est utilisé que pour surligner le titre de l'article dans l'introduction, une seule fois.
- L'italique est rarement utilisé : mots en langue étrangère, titres d'œuvres, noms de bateaux, etc.
- Les citations ne sont pas en italique mais en corps de texte normal. Elles sont entourées par des guillemets français : « et ».
- Les listes à puces sont à éviter, des paragraphes rédigés étant largement préférés. Les tableaux sont à réserver à la présentation de données structurées (résultats, etc.).
- Les appels de note de bas de page (petits chiffres en exposant, introduits par l'outil «  Source ») sont à placer entre la fin de phrase et le point final[comme ça].
- Les liens internes (vers d'autres articles de Wikipédia) sont à choisir avec parcimonie. Créez des liens vers des articles approfondissant le sujet. Les termes génériques sans rapport avec le sujet sont à éviter, ainsi que les répétitions de liens vers un même terme.
- Les liens externes sont à placer uniquement dans une section « Liens externes », à la fin de l'article. Ces liens sont à choisir avec parcimonie suivant les règles définies. Si un lien sert de source à l'article, son insertion dans le texte est à faire par les notes de bas de page.
- La présentation des références doit suivre les conventions bibliographiques. Il est recommandé d'utiliser les modèles {{Ouvrage}}, {{Chapitre}}, {{Article}}, {{Lien web}} et/ou {{Bibliographie}}. Le mode d'édition visuel peut mettre en forme automatiquement les références.
- Insérer une infobox (cadre d'informations à droite) n'est pas obligatoire pour parachever la mise en page.

Pour une aide détaillée, merci de consulter Aide:Wikification.
Si vous pensez que ces points ont été résolus, vous pouvez retirer ce bandeau et améliorer la mise en forme d'un autre article.
L'Institut d'Obninsk pour le génie nucléaire (russe : Обнинский институт атомной энергетики, traditionnellement abrégé ИАТЭ) est un établissement d'enseignement supérieur russe situé à Obninsk, dans l'oblast de Kalouga. Il a commencé comme une branche de l'Institut d'ingénierie et de physique de Moscou en 1953 pour fournir des spécialistes dans le domaine de la physique nucléaire, de la physique des réacteurs et de l'ingénierie des réacteurs pour l'industrie nucléaire croissante de l'Union soviétique. La formation a été dispensée en étroite collaboration avec des instituts de recherche liés au nucléaire à Obninsk.
En 1985, le statut a été modifié pour que l'Institut d'ingénierie nucléaire d'Obninsk devienne le principal établissement d'enseignement chargé de former des spécialistes du développement rapide de l'énergie nucléaire dans les pays de l'ancien bloc soviétique. En 2002, elle a acquis le statut d'université technique d'État. En 2002-2009, il a fonctionné comme l'université technique d'État d'Obninsk pour l'ingénierie de l'énergie nucléaire. (russe : Обнинский государственный технический университет атомной энергетики).
En 2009, l'université technique d'État d'Obninsk pour l'ingénierie de l'énergie nucléaire a été intégrée à l'université nationale de recherche nucléaire MEPhI.

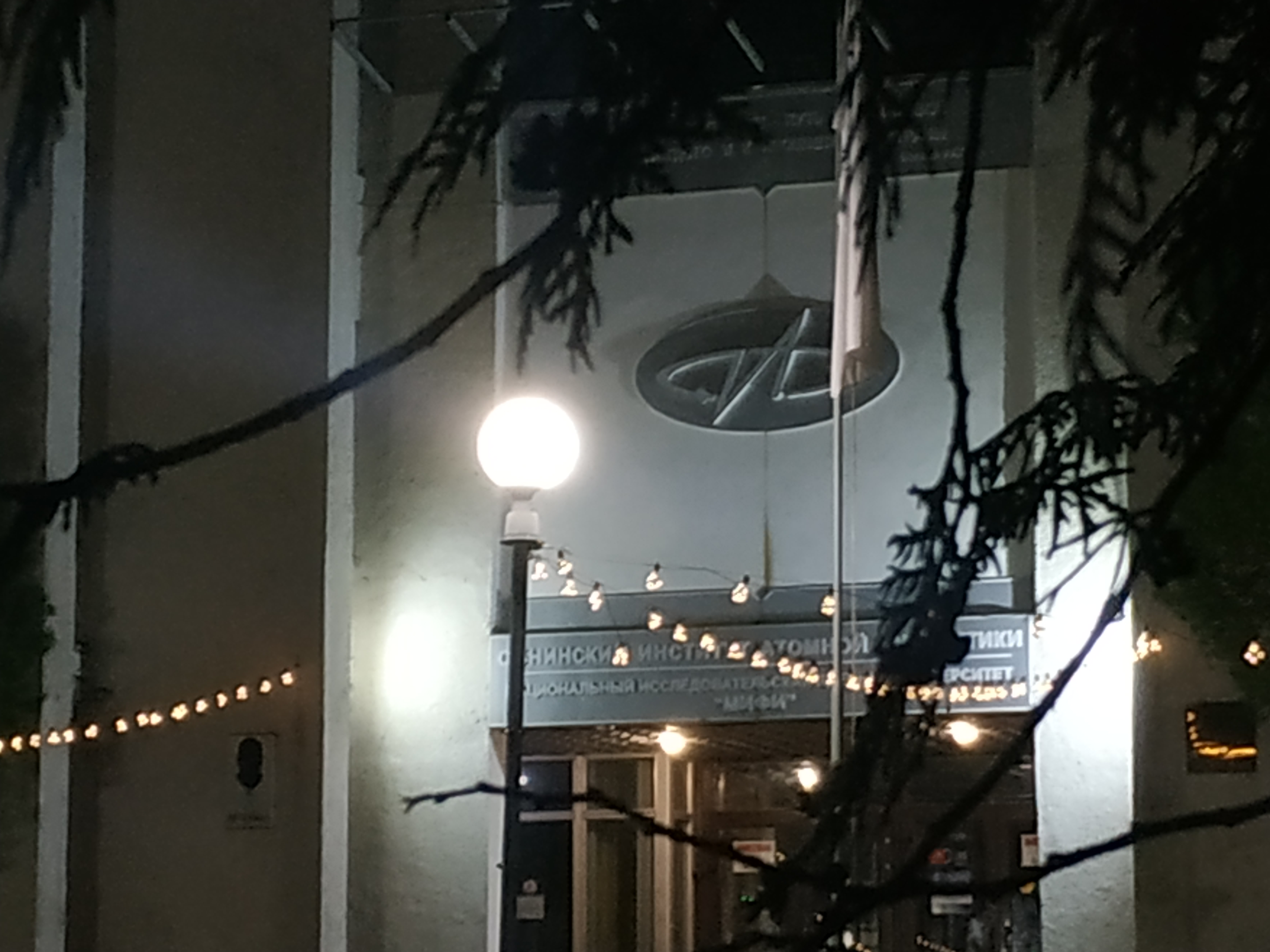
Entrée principale.

## La structure
Depuis 2017, le recrutement pour les principales filières d'enseignement de l'enseignement supérieur à l'IATE NRNU MEPhI s'effectue dans de nouvelles directions structurantes
- Département de l'Institut de physique et de technologie nucléaires (OYaFiT)
- Département de l'Institut des systèmes cybernétiques intelligents (OICS)
- Département de génie physique Institut de biomédecine
- Département de l'Institut des technologies laser et plasma (LaPlaz)
- Département des sciences sociales et économiques (OSEN)
- Institut de formation professionnelle générale
- Faculté préparatoire
- Collège technique

### Directions de formation et spécialités
- 01.03.02 Mathématiques appliquées et informatique. Diplôme: bachelier.
- 03.03.02 Physique. Diplôme: bachelier.
- 09.03.01 Informatique et technologie informatique. Diplôme: bachelier.
- 09.03.02 Systèmes et technologies de l'information. Diplôme: bachelier.
- 12.03.01 Instruments. Diplôme: bachelier.
- 14.03.01 Génie nucléaire et physique thermique. Diplôme: bachelier.
- 14.03.02 Physique et technologie nucléaires. Diplôme: bachelier.
- 16.03.01 Physique technique. Diplôme: bachelier.
- 22.03.01 Science des matériaux et technologie des matériaux. Diplôme: bachelier.
- 14.05.01 Réacteurs nucléaires et matériaux. Diplôme: ingénieur-physicien.
- 14.05.02 Centrales nucléaires: conception, exploitation et ingénierie. Diplôme ingénieur-physicien.
- 14.05.04 Électronique et automatisation des installations physiques. Diplôme : ingénieur-physicien.
- 04.03.01 Chimie. Diplôme: bachelier.
- 04.03.02 Chimie, physique et mécanique des matériaux. Diplôme: bachelier.
- 06.03.01 Biologie. Diplôme: bachelier.
- 31.05.01  Faculté de médecine. Diplôme: docteur en médecine.
- 38.03.01 Économie. Diplôme: bachelier.
- 38.03.05 Informatique commerciale. Diplôme: bachelier.
- 01.04.02 Mathématiques Appliquées Informatique. Diplôme: Maître.
- 04.04.02 Chimie, physique et mécanique des matériaux. Diplôme: Maître.
- 06.04.01 Biologie. Diplôme: Maître.
- 09.04.01 Informatique et technologie informatique. Diplôme: Maître.
- 09.04.02 Systèmes et technologies de l'information. Diplôme: Maître.
- 12.04.01 Instruments. Diplôme: Maître.
- 14.04.01 Énergie nucléaire et physique thermique. Diplôme: Maître.
- 14.04.01 Énergie nucléaire et physique thermique. Diplôme: Maître.
- 14.04.02 Physique et technologie nucléaires. Diplôme: Maître.
- 22.04.01 Science des matériaux et technologie des matériaux. Diplôme: Maître.
- 38.04.02 Gestion. Diplôme: Maître.
- 38.04.04 Gestion étatique et municipale. Diplôme: Maître.

## Histoire
Le problème des salles de classe manquantes a été résolu au détriment d'une partie du bâtiment de l'école Shatsky et des sous-sols des dortoirs et des locaux du service du personnel de l'IPPE. Les travaux de laboratoire ont été effectués dans les laboratoires correspondants de l'IPPE avec la participation des employés de ces laboratoires. Formellement, l'établissement d'enseignement était une branche du MEPhI, en fait, une branche de l'IPPE.
Le nouvel établissement d'enseignement ne disposait pas d'enseignants à plein temps et de moyens de formation, mais le travail éducatif s'est déroulé de manière satisfaisante. En 1952, l' établissement d'enseignement est transformé par le ministère de l'Enseignement supérieur et secondaire spécialisé de l'URSS (arrêté du 24 octobre 1952) en département du soir №5 du MEPhI. Cette commande est lancée presque deux ans plus tard, en août 1954, sans personnel ni financement.
Pour que l'établissement d'enseignement reçoive son propre bâtiment, V.N. Glazanov, en tant que directeur adjoint de l'IPPE pour la science, a fait un faux, construisant un nouveau bâtiment d'une superficie de 400 m² selon les documents du département IPPE et le transférant en 1959 à la branche MEPhI.
Au début des années 1960, une équipe d'enseignants, de personnel enseignant et de soutien a été formée et des laboratoires d'enseignement et de recherche, des ateliers et des salles de classe entièrement équipés d'équipements et d'instruments modernes ont été créés. Les laboratoires étaient dirigés par les premiers employés: L. M Miroshnichenko, T. E. procureur, m. À. Borisov, G. M Nazarova, Yu. ET. Fedorov.
Au cours des vingt années d'existence de la branche MEPhI, le nombre d'enseignants à temps plein est passé de trois en 1954 à cent quatre en 1974. Les diplômés de la branche Obninsk du MEPhI étaient déjà très bien notés au début des années 1960, et le personnel enseignant a eu l'idée de créer un institut indépendant sur la base de la branche pour former des physiciens dans les domaines de la biologie, de la radiologie, de la géologie, et la météorologie. Les programmes élaborés par l'institut ont été coordonnés avec les ministères concernés. En 1963, un arrêté du ministère de l'Enseignement supérieur et secondaire de l'URSS parut sur l'organisation sur la base d'une branche d'un institut indépendant avec un accueil de 275 personnes avec un financement du ministère de la construction de machines moyennes de l'URSS pour la construction d'un bâtiment pédagogique et d'un foyer pour étudiants. Un projet du bâtiment pédagogique a été élaboré, dont la construction a été achevée en 1964 au 1er étage. Cependant, la même année, après le décès de V.N. Glazanov, âgé de soixante-six ans, l'entrepreneur général de l'IPPE a remis le bâtiment à l'Institut central des hautes études (CIPC). L'existence même de la branche a été remise en question. En 1966, un arrêté a été émis par le ministre de l'Enseignement supérieur de l'URSS V. P Elyutin et ministre de la construction de machines moyennes de l'URSS E. P Slavski sur la fermeture du département à temps plein en raison de l'inadéquation du parallélisme dans la formation des physiciens de la branche d'Obninsk et du MEPhI lui-même.
En 1970, la branche était dirigée par G. A. Sereda, sous laquelle un bâtiment pédagogique a été construit, les départements ont été partiellement équipés d'équipements et d'instruments modernes, le nouvel institut a reçu un personnel enseignant et de soutien pédagogique bien formé. En 1985, sur la base de la branche MEPhI, un nouvel Institut de l'énergie atomique (IATE) est créé, dirigé par Yu. ET. Kazanski.

## Directeurs et recteurs
- 1959-1964 - Vladimir Nikolaïevitch Glazanov (1898-1964)
- 1965-1970 - Anatoly Danilovitch Rudenko
- 1970-1985 - Gleb Arkadievitch Sereda (1916-1990)
- 1985-2000 - Youri Alekseevich Kazansky (né en 1930)
- 2000-2010 - Nikolai Leonidovitch Salnikov (né en 1948)
- 2010-2012 - Valery Alekseevich Galkin
- 2012-2013 - Valery Ivanovitch Yarygin
- 2013-2016 - Natalya Germanovna Airapetova
- 2016 - mai 2019 - Tatyana Nikolaevna Leonova
- Mai 2019 - Juillet 2022 - Tatyana Andreevna Osipova
- Août 2022 - présent dans. - Panov Alexeï Valerievitch

## Liens
- Site officiel
- Notices d'autorité :   - VIAF
  - LCCN
  - WorldCat